# Bianca Maria Piccinino
Bianca Maria Piccinino, född 29 januari 1924 i Trieste, är en italiensk journalist, TV-programledare och författare. Hon ledde bland annat mode- och nyhetsprogram.

## Utmärkelser
- San Giusto d'Oro: Trieste, 12 december 2014[3]